# آردر (ایرشیر شمالی)
آردر (به انگلیسی: Ardeer) شهری در ساحل خلیج کلاید در مجاورت شهر استیونسون در اسکاتلند قرار گرفته است. این شهر یکی از تأمین‌کنندگان مواد منفجره در طول جنگ‌های جهانی برای بریتانیا بود . مهم‌ترین راه دسترسی به آردر ایستگاه قطار استیونسون می‌باشد . 

## جاذبه‌های توریستی
- زمین گلف اوکنهاروی ، این زمین قبل از احداث جزئی از اراضی سلطنتی بود که بعدها در اختیار باشگاه اوکنهاروی قرار گرفت . باشگاه گلف‌بازان اوکنهاروی قهرمانانی چون همیلتون مکینالی و جکی کنون را در عضویت خود داشته است. [۱]
- زمین پدل
- کلیسای محلی آردر با نمایی قرمز رنگ که به سبک گوتیک در سال ۱۸۹۵ ساخته شده و دارای دو برج هشت‌ضلعی است. [۲]
- پلاژ آردر
- دماغه استیونسون
- پلاژ برهنگی ساند دونس که گفته می‌شود تنها ساحل رسمی برهنگی اسکاتلند است.[۳]